# مادالنا موسومچی
مادالنا موسومچی (ایتالیایی: Maddalena Musumeci؛ زادهٔ ۲۶ مارس ۱۹۷۶) بازیکن واترپلو اهل ایتالیا است.
وی همچنین برندهٔ جوایزی همچون نشان شایستگی از جمهوری ایتالیا شده‌است.
وی در مسابقات کشوری و بین‌المللی در مجموع برندهٔ ۴ مدال طلا، ۱ مدال نقره، ۱ مدال برنز شده‌است.